# ناتان فریزر
ناتان فریزر (انگلیسی: Nathan Frazer؛ زادهٔ ۲۳ ژوئیهٔ ۱۹۹۸) کشتی‌گیر کشتی حرفه‌ای اهل بریتانیا است.